# Hamburgisches Gesetz über das Halten und Führen von Hunden
Das Hamburgische Gesetz über das Halten und Führen von Hunden  – Hundegesetz (HundeG) – ist ein deutsches Hundegesetz, das die Gefahren, die mit dem Halten und dem Führen von Hunden verbunden sind, abwehren und ihnen vorsorgend entgegenwirken soll. Das HundeG wurde von der Hamburgischen Bürgerschaft am 26. Januar 2006 beschlossen und ist seitdem fünfmal geändert worden. Es ersetzte § 1a des Gesetzes über die öffentliche Sicherheit und Ordnung vom 14. März 1966 (HmbGVBl. S. 77), zuletzt geändert durch Gesetz vom 6. Oktober 2005 (HmbGVBl. S. 424, 428), und die darauf beruhende Verordnung zum Schutz vor gefährlichen Hunden und über das Halten von Hunden vom 18. Juli 2000 (HmbGVBl. S. 152), geändert durch Verordnung vom 11. September 2001 (HmbGVBl. S. 337, 341).  Ergänzend gilt die Verordnung zur Durchführung des Hundegesetzes (Durchführungsverordnung zum Hundegesetz - HundeGDVO) vom 21. März 2006 (HmbGVBl. S. 115, 116), zuletzt geändert durch Verordnung vom 6. Oktober 2020 (HmbGVBl. S. 523, 529).

## Inhalt

### Regelungen für alle Hundehalter
Die §§ 7 – 13 und § 20 HundeG enthalten Bestimmungen, die für alle Hundehalter gelten.
§ 8 Abs. 1 HundeG sieht außerhalb eines Grundstücks bzw. der Wohnung eine allgemeine Leinenpflicht vor. Insbesondere für Hunde, die bereits Menschen oder andere Tiere belästigt haben, sowie an Orten mit viel Publikumsverkehr oder bei großen Menschenansammlungen darf die Leine dabei nicht länger als zwei Meter sein (§ 8 Abs. 2 HundeG). Nach § 8 Abs. 3 HundeG besteht eine Ausnahme in ausgewiesenen Hundeauslaufzonen. Außerdem ist in § 9 Abs. 1 HundeG eine Befreiung von der allgemeinen Leinenpflicht vorgesehen, wenn der Hund von einer Person geführt wird, die über eine Bescheinigung über eine erfolgreiche Gehorsamsprüfung nach § 4 HundeG in Verbindung mit §§ 1–5 HundeGDVO verfügt. § 11 HundeG in Verbindung mit § 6 HundeG sieht vor, dass alle Hunde nach dem dritten Lebensmonat dauerhaft mit einem Transponder (Mikrochip) gekennzeichnet werden müssen. Zudem muss nach § 12 HundeG eine Haftpflichtversicherung mit einer Mindestdeckungssumme von einer Million Euro bestehen. Ferner ist der Halter verpflichtet, an die zuständige Behörde eine Reihe von Daten zu übermitteln (§ 13 HundeG), die in einem zentralen Register gespeichert werden (§ 24 HundeG in Verbindung mit §§ 9–12 HundeGDVO).
Schließlich sieht § 20 HundeG ausdrücklich eine Pflicht zur Kotbeseitigung außerhalb des eingefriedeten Besitztums bzw. der eigenen Wohnung vor.

### Regelungen für gefährliche Hunde
Die §§ 2 und 14–19  HundeG treffen besondere Bestimmungen für sog. gefährliche Hunde.
Dabei gelten zum einen nach § 2 Abs. 1 HundeG Tiere bestimmter Rassen, wie American Pitbull-Terrier, American Staffordshire-Terrier, Staffordshire Bullterrier und Bullterrier generell als gefährliche Hunde (sog. Rasseliste). Zum anderen wird die Gefährlichkeit eines Hundes einer anderen Rasse im Einzelfall angenommen, wenn er ein nicht angemessenes oder ausgeprägtes Aggressionsverhalten gegen Menschen oder Tiere gezeigt, etwa Menschen oder Tiere gebissen, Menschen in gefahrdrohender Weise angesprungen oder Wild unkontrolliert gehetzt, gebissen oder gerissen hat (§ 2 Abs. 2 HundeG). Darüber hinaus sieht § 2 Abs. 3 HundeG vor, dass bei Hunden von insgesamt elf Rassen die Gefährlichkeit vermutet wird. Diese Vermutung kann gemäß § 18 HundeG durch die Vorlage eines erfolgreich durchgeführten Wesenstests nach § 5 HundeG in Verbindung mit §§ 6–8 HundeGDVO allerdings widerlegt werden.
Das Halten eines gefährlichen Hundes ist nach § 14 Abs. 1 HundeG grundsätzlich verboten, kann aber auf in der Regel vor Beginn der Haltung zu stellenden Antrag unter den Voraussetzungen des § 15 HundeG erlaubt werden. § 15 Abs. 1 Satz 1 Nr. 3a HundeG setzt dabei vor allem den Nachweis eines besonderen Interesses an der Haltung des gefährlichen Hundes voraus. Dieses muss ein derartiges Gewicht haben, dass eine Untersagung der Hundehaltung auch unter Berücksichtigung des Schutzbedürfnisses der Bevölkerung unverhältnismäßig wäre (§ 15 Abs. 1 Satz 2 HundeG). Darüber hinaus muss der Halter im Sinne des § 16 HundeG zuverlässig sein (§ 15 Abs. 1 Satz 1 Nr. 2 HundeG), das heißt keine gravierenden Straftaten begangen und nicht schwerwiegend psychisch krank, geistig oder seelisch behindert oder alkohol-, arzneimittel- oder drogenabhängig sein. Schließlich ist unter anderem noch der Nachweis des Besuchs einer geeigneten und anerkannten Hundeschule erforderlich (§ 15 Abs. 1 Satz 1 Buchstabe e HundeG).
Gemäß § 15 Abs. 1 Satz 3 Buchstabe c HundeG ist in regelmäßigen Abständen die Teilnahme an Schulungsveranstaltungen zum Umgang mit gefährlichen Hunden nachzuweisen. § 17 Abs. 2 HundeG sieht vor, dass gefährliche Hunde außerhalb des eingefriedeten Besitztums bzw. der Wohnung einen beißsicheren Maulkorb tragen, an einer reißfesten Leine geführt werden und ein geeignetes Halsband oder Brustgeschirr tragen müssen.
§ 23 HundeG enthält, insbesondere bei Verstößen gegen die obigen Regelungen des HundeG, zahlreiche Möglichkeiten für die zuständige Ordnungsbehörde, Anordnungen gegenüber den Haltern von Hunden zu treffen.